# 聖地牙哥 (南里奧格蘭德州)
29°11′30″S 54°52′2″W / 29.19167°S 54.86722°W

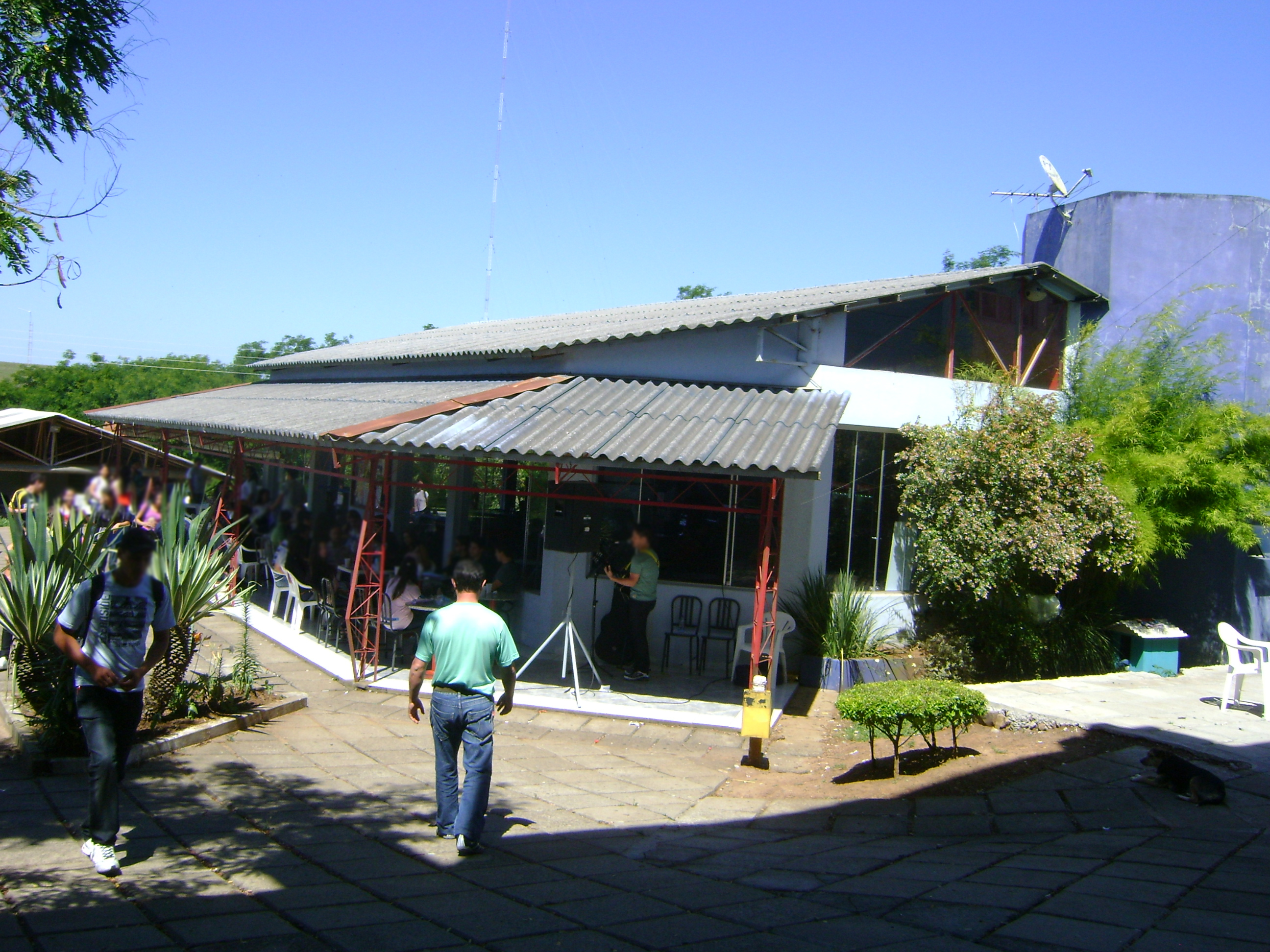
聖地牙哥

聖地牙哥（葡萄牙語：Santiago），是巴西的城鎮，位於該國南部，由南里奧格蘭德州負責管轄，始建於1884年1月5日，面積2,413平方公里，海拔高度409米，2014年人口50,622，人口密度每平方公里20.98人。